# Hydrillodes
Hydrillodes is een geslacht van vlinders van de familie spinneruilen (Erebidae).

## Soorten
- H. abavalis Walker, 1859
- H. aroa Bethune-Baker, 1908
- H. astigma Prout
- H. aviculalis Guenée, 1862
- H. bryophiloides (Butler, 1876)
- H. buruensis Holland
- H. captiosalis Walker, 1859
- H. carayoni Viette, 1981
- H. cauloneura Prout
- H. comoroana (Viette, 1981)
- H. contigua Wileman, 1915
- H. crispipalpus Collenette, 1929
- H. dimissalis Walker, 1865
- H. discoidea (Viette, 1962)
- H. erythusalis Walker, 1859
- H. eucaula Prout, 1928
- H. flavimacula Wileman
- H. funeralis Warren, 1913
- H. funestalis Walker, 1859
- H. grisea Bethune-Baker, 1908
- H. incerta (Viette, 1962)
- H. inversa (Viette, 1962)
- H. janalis Schaus, 1893
- H. lentalis Guenée, 1854
- H. lophobus Prout, 1928
- H. lophopododes Prout
- H. manuselensis Prout
- H. mediochracea Bethune-Baker, 1908
- H. melanozona Collenette, 1929
- H. minor Prout, 1928
- H. morosa Butler, 1879
- H. murudensis Prout, 1928
- H. nilgirialis Hampson, 1895

- H. norfolki Holloway, 1977
- H. nubeculalis Roepke, 1948
- H. palpata Prout
- H. perplexalis Fryer, 1912
- H. pertruncata Prout, 1928
- H. plicalis Moore, 1867
- H. poiensis Prout, 1928
- H. postpallida Rothschild, 1920
- H. pseudomorosa Strand, 1920
- H. pterota Prout, 1928
- H. pyraustalis (Viette, 1954)
- H. pyraustralis Viette, 1954
- H. repugnalis Walker, 1863
- H. semiluna Wileman & West, 1930
- H. sigma Tams, 1935
- H. subalbida Bethune-Baker, 1908
- H. subbasalis Moore, 1877
- H. submorosa Strand, 1920
- H. subtruncata Roepke, 1948
- H. surata Meyrick, 1910
- H. thomensis Prout A. E., 1927
- H. toresalis Walker, 1859
- H. torsivena Hampson, 1895
- H. truncata Moore, 1882
- H. uliginosalis Guenée, 1854
- H. vexillifera Hampson